# Harris Garden

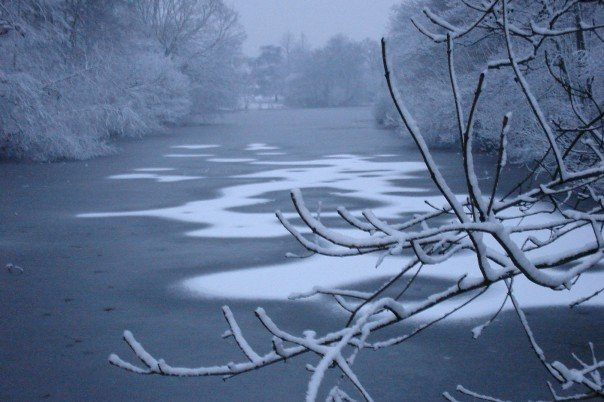
Invierno en el lago del parque Whiteknights.

Los Harris Garden (Jardines Harris) es un jardín botánico de 12 acres (5 hectáreas) de extensión que se encuentra en el campus de la Universidad de Reading, todos ellos inmersos en el "Whiteknights Park" de 1.23 km² que se encuentra ubicado en la parroquia de Earley, anexa a Reading, en el condado inglés de Berkshire. El jardín botánico fue creado en 1972, es miembro del BGCI, y su código de reconocimiento internacional como institución botánica así como las siglas de su herbario es  RNG.

## Localización

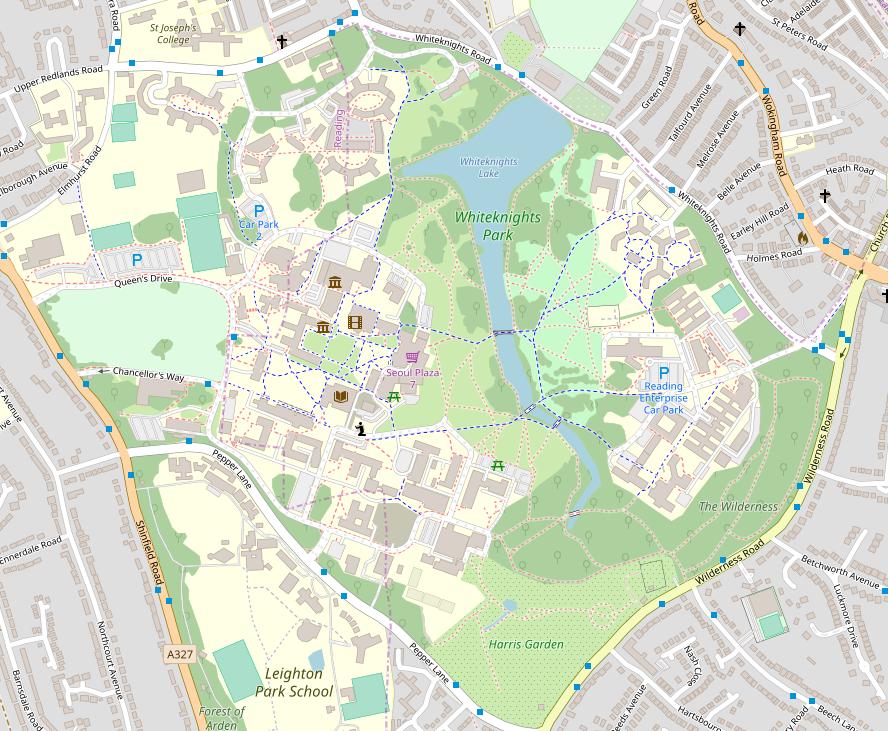
Plano del Campus de la Universidad de Reading y parque de whiteknights.

The Harris Garden Plant Science Laboratories, Reading SU73749713, United Kingdom-Reino Unido51°26′09″N 0°56′28″O / 51.43583, -0.94111.
El jardín se utiliza sobre todo para enseñar y en la investigación por la escuela de botánica de la Universidad, pero está abierto al público en general algunos días ocasionalmente. Se abre el 2º domingo de cada mes desde abril a octubre. Para la información detallada de las aperturas, vea la página de Internet de Friends of the Harris Garden  (Amigos del Harris Garden).

## Historia
El lugar era el hogar de John De Erleigh II, el famoso ahijado del regente de Inglaterra, el mariscal, I conde de Pembroke, William Marshal, pero toma su nombre del apodo de su bisnieto, el caballero del siglo XIII, John De Erleigh IV, el 'Caballero' blanco (« Whiteknight »);. De la familia de los "De Erleigh", que fueron los dueños de este señorío por unos doscientos años antes de 1365. St. Thomas Cantilupe, obispo de Hereford y consejero de Eduardo I de Inglaterra, vivió allí brevemente durante la década de 1270. En 1606 el señorío fue comprado por el sobrino de Sir Francis Englefield, siguiendo la incautación Englefield de la casa y de sus dominios en 1585. La familia de Englefield alternativamente vendió la finca a George Spencer, el marqués de Blandford, en 1798.

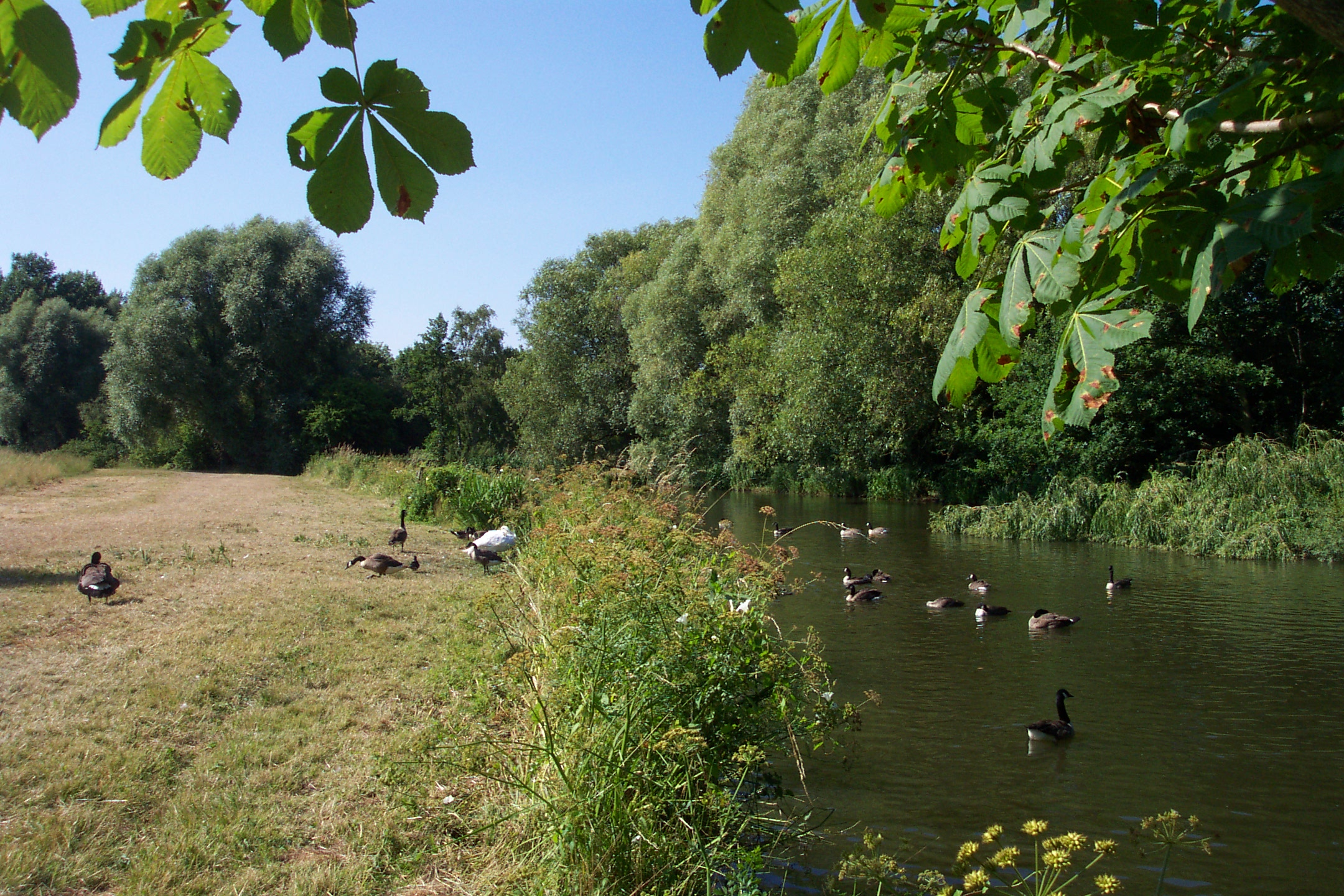
Un tranquilo rincón del "Whiteknights Park".

Entre 1798 y 1819, la finca fue escenario de grandes extravagancias y divertimentos salvajes, toda a expensas del erario del Marqués. Los espléndidos jardines fueron remodelados al completo con las plantas más raras. En 1819, este hombre, ahora duque de Marlborough, se quedó en bancarrota y se trasladó a su domicilio familiar el palacio de Blenheim en Woodstock, Oxfordshire. La finca fue vendida y la casa fue demolida en 1840, supuestamente por una multitud de acreedores enojados del Marqués.
Las tierras fueron divididas en seis parcelas de arrendamiento en 1867 y un número nuevas casas fueron diseñadas por Alfred Waterhouse, incluyendo su propia residencia Foxhill House y la más pequeña Whiteknights House (ahora llamada la vieja casa de Whiteknights) para su padre.

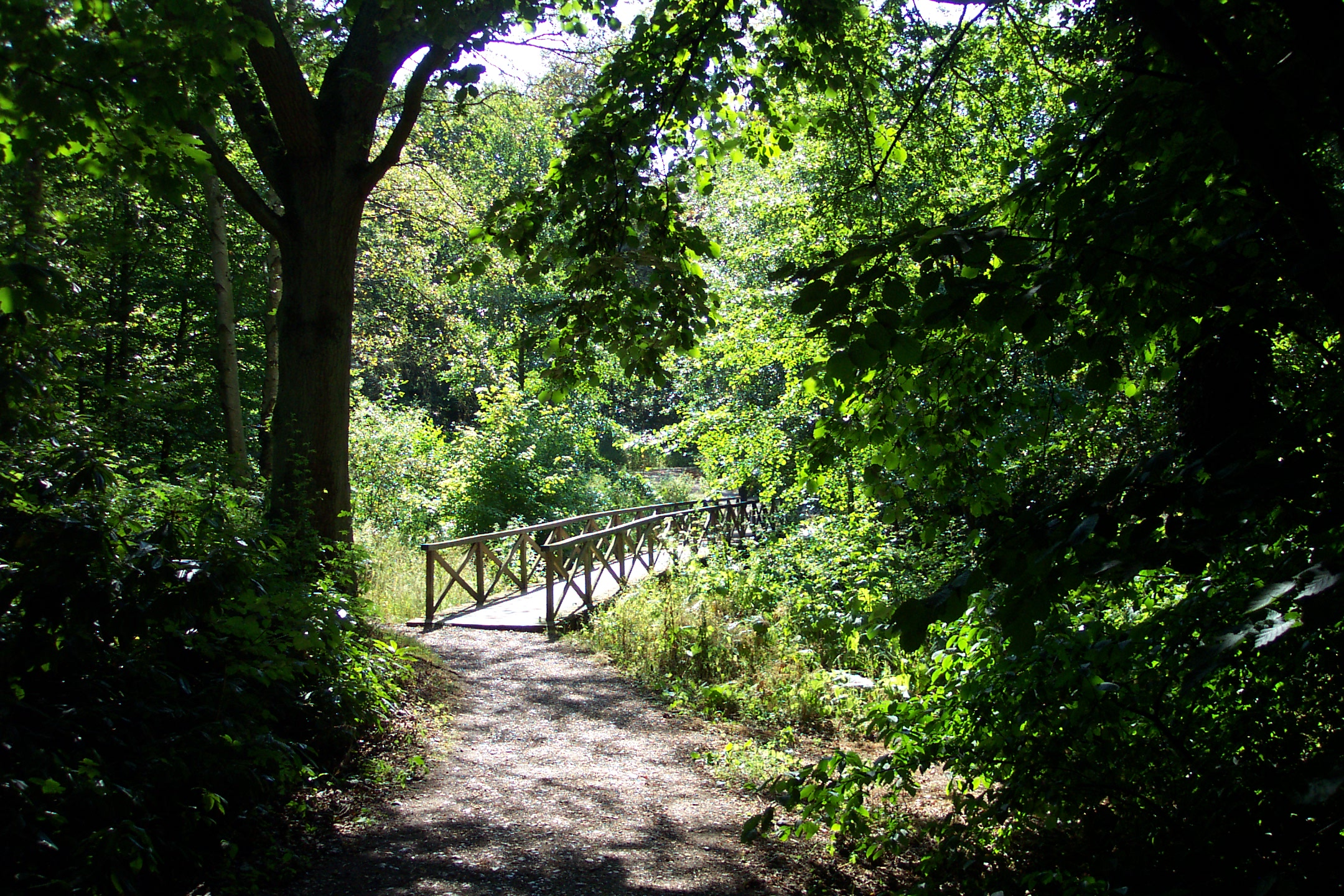
El bosque de "Whiteknights Park".

Durante la Segunda Guerra Mundial, parte del parque más cercano a entrada de la puerta de Earley fue utilizada para las oficinas gubernamentales temporales, y varias estancias de esta época, de ladrillo visto, los pasillos y los edificios anexos todavía permanecen. Después de la guerra, esta zona llegó a ser la sede del responsable de la defensa civil de la región 6ª en la Inglaterra surcentral. El bunker nuclear construido en la década de 1950 todavía se puede visitar situado en una pequeña esquina del campus, aunque su demolición haya sido una de las propuestas del plan de desarrollo del campus del 2007.

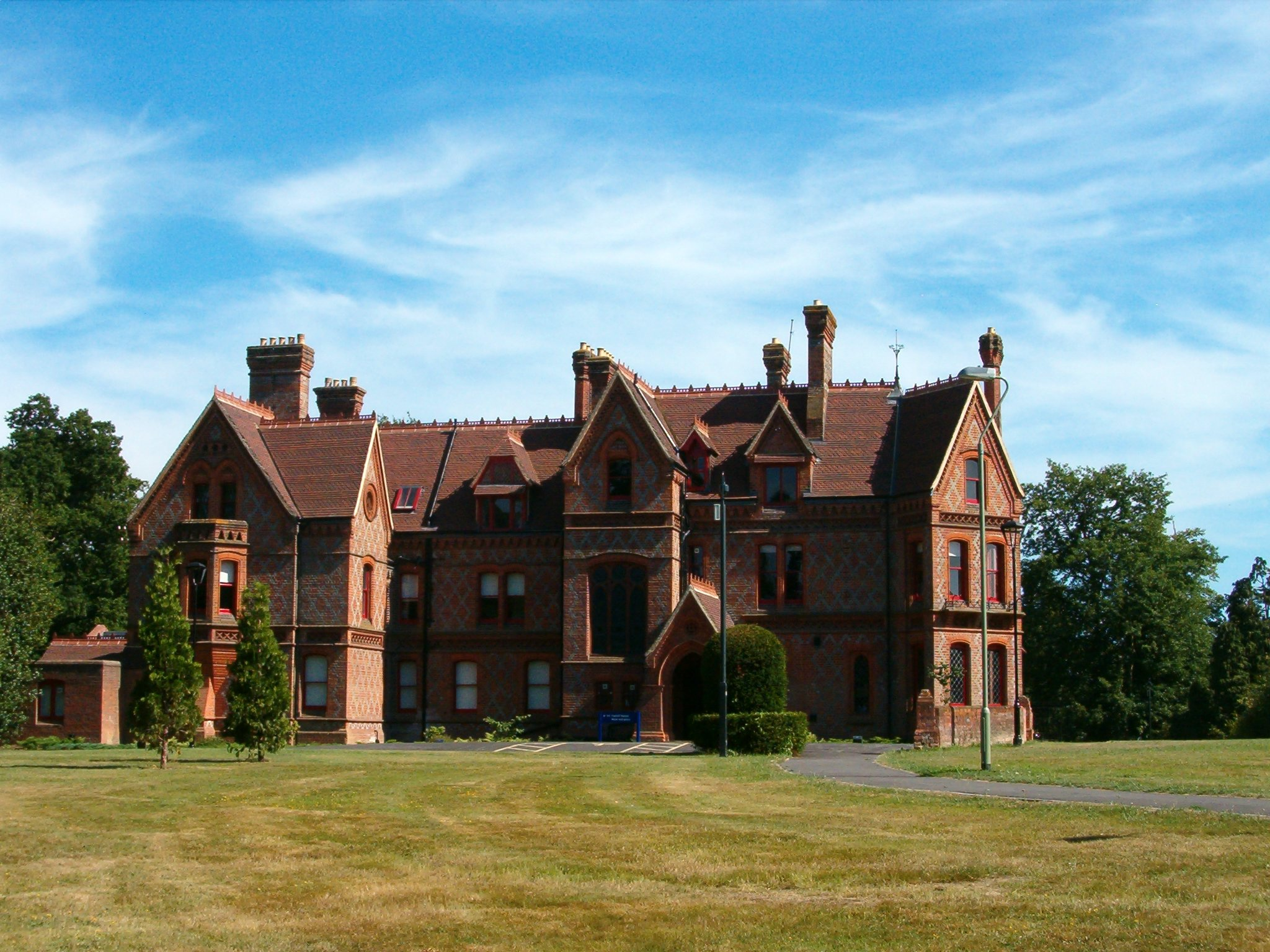
Foxhill House.

## El Campus
El "Whiteknights Park" le fue donado a la Universidad de Reading en 1947, y actualmente es donde se ubican la sede administrativa de la universidad, la mayor parte de los departamentos académicos y cinco edificios de residencias. Las residencias estudiantiles de (Bridges, Childs, Wessex Hall, Whiteknights, y Windsor) todas ellas se ubican a lo largo de "Whiteknights Road" y "Upper Redlands Road" en el interior del campus, con su propio acceso de vehículos y con solamente el acceso peatonal al corazón del campus. 
A lo largo de las calles laterales del Campus, "Wilderness Road" y "Pepper Lane", el campus está lindando con el Harris Garden, el jardín botánico de la universidad.
El centro del campus está biseccionado en dos mitades desiguales por una cadena de lagos que están cruzados por varios puentes peatonales pero sin conexiones a paso de vehículos. Al oeste de los lagos se pueden encontrar la mayor parte de los departamentos académicos, servicios de abastecimiento, la administración de la universidad y la "Unión de estudiantes de Reading". A excepción de un par de residencias victorianas supervivientes, incluyendo la casa de Foxhill, todos los edificios que contiene el Campus están especialmente diseñados para sus funciones, y se fechan a partir de las décadas de 1950 a la del 2000. En esta zona se encuentran los Museo Ure de arqueología griega y Museo Cole de zoología.
Al este de los lagos y de los prados circundantes está el área del Campus de la puerta de Earley. Los edificios de la Segunda Guerra Mundial albergan, la Reading Enterprise Hub, el departamento de Bellas Artes, el departamento de tipografía y de comunicaciones gráficas, y varios servicios más. Edificios más recientes, fechando de las décadas de 1990 y del 2000, contienen el departamento de estadísticas aplicadas, el departamento de meteorología, y la escuela agricultura, de política y del desarrollo. También en esta zona pueden ser encontrados el Centro de la Ciencia y la Tecnología y el observatorio atmosférico.

## Colecciones
El jardín botánico fue establecido en 1972 y ampliado a su forma actual en 1988. Se nombra en honor del profesor Tom Harris, horticultor y distinguido paleobotánico. 
En el jardín botánico se encuentran catalogados 1,600 taxones, (5,000 accesiones, 25,000 plantas).
Entre las familias de plantas mayormente representadas se encuentran,
- Umbelliferae,
- Compositae de procedencias silvestres,

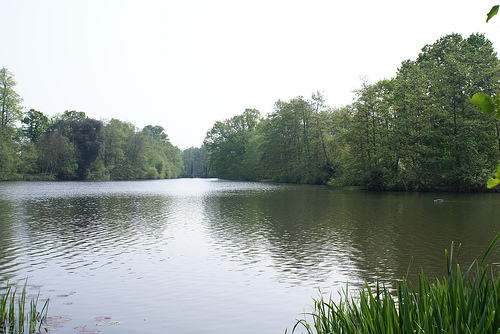
El lago Whiteknights, visto desde su orilla norte.

- Iridaceae,

- Liliaceae,
- Amaryllidaceae,
- Geraniaceae,
- Crassulaceae,
- Labiatae,
- Fagaceae,
- Scrophulariaceae,
- Palmae,
- Asclepiadaceae,
- Droseraceae,
- Nepenthaceae,
- Sarraceniaceae,
- Lentibulariaceae,
- Leguminosae,
- Pinaceae.